# Innocenzo Manzetti

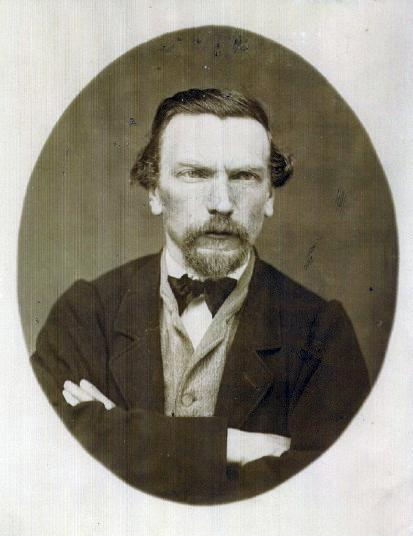
Innocenzo Manzetti

Innocenzo Manzetti oder frz. Innocent Manzetti (* 17. März 1826 in Aosta; † 17. März 1877 ebenda) war ein italienischer Wissenschaftler und Erfinder. Nach einigen Quellen war er der Wegbereiter des modernen Telefons.
Schon in jungem Alter interessierte er sich für Physik. 1849 realisierte er einen für seine Zeit sehr fortschrittlichen Automaten, der mit Hilfe eines komplexen Pneumatik-Systems Flöte spielte. Das Ziel von Manzetti war, den Automaten zum Sprechen zu bringen, was die Aufmerksamkeit vieler Wissenschaftler anderer Nationen lockte. In der Zwischenzeit realisierte er zahlreiche andere mechanische Apparate: 1857 entwickelte er eine Nudelmaschine, für die er auch ein Patent bekam. 1864 realisierte er ein Dampfauto, mit dem man auf Straßen fahren konnte.

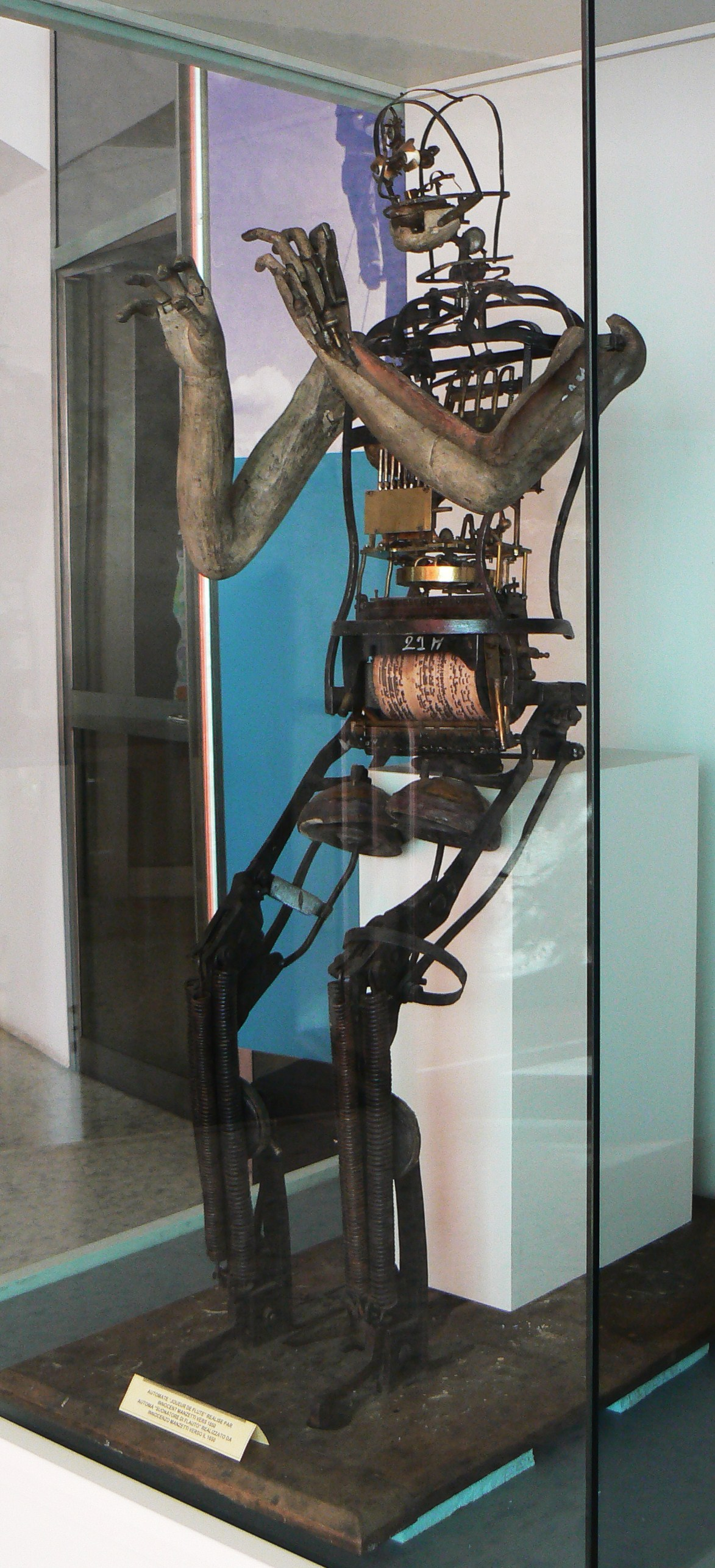
Der 1849 von Manzetti entworfene Flöten spielende Automat, ausgestellt im Maison de Mosse

## Das Telefon
1844 postulierte Manzetti, dass es die Möglichkeit gibt, einen Telegrafen zu verwirklichen. Anfang der 60er Jahre begann Manzetti wieder mit der Arbeit an seinem Sprachtelegrafen. Von 1864 bis 1865 erschuf er einen elektrischen Apparat, der in der Lage war, die menschliche Stimme über einen halben Kilometer zu übertragen. Der Apparat wurde beachtlich verbessert, so dass er im Sommer 1865 der Presse vorgestellt wurde. Zeitungen aller Welt gaben erstmals bekannt, dass es nun möglich sei, das menschliche Wort auf weite Distanzen mittels eines elektrischen Apparates zu übertragen. Der damals noch unbekannte Antonio Meucci, welcher nach Amerika auswanderte, war auch an etwas Vergleichbares herangekommen. Wenige Monate später, nachdem Meucci von Manzettis Erfindung las, ließ er in einer amerikanischen Zeitung schreiben: „Ich kann nicht die Erfindung von Herrn Manzetti leugnen“ und beschrieb sogleich seinen Prototyp von einem Fernsprechapparat, welcher viel weniger perfektioniert war als der von Manzetti: Bei Meuccis Fernsprechapparat war man gezwungen, eine Klemme zwischen die Zähne zu stecken, während man mit dem Telefon von Manzetti schon mit einem Hörer frei sprechen konnte. Aufgrund des teuren Patentes konnte Manzetti seine Erfindung nicht patentieren. Meucci dagegen patentierte seine Erfindung, bekam aber nur ein vorläufiges Patent, welches er ständig erneuern musste. 1871 wollte er sein Patent erneuern, da er jedoch die erforderliche Summe nicht aufbringen konnte, lief ihm das Patent 1873 aus. Diese Gelegenheit nutzte Alexander Graham Bell aus, um das Patent für sein Telefon zu beanspruchen.
Am 14. Februar 1876 beanspruchte der Amerikaner Alexander Graham Bell das Patent für sich. In den darauffolgenden Jahren entstand eine regelrechte Debatte über den wahren Erfinder des Telefons. Zum Schluss gewann Bell und konnte somit als Einziger vom Patent profitieren. Jahrzehnte später gab es immer noch Zweifel. Man war der Meinung, dass das Erfinderrecht noch vor Bell Meucci oder Manzetti zugesprochen werden sollte.
Durch die Forschungsarbeiten der Basilio Catania, welches sich die italienische Föderation für Elektrotechnik zu eigen machte, wurde eine internationale Diskussion um das endgültige Recht des Patentes in die Runde gebracht. Am 11. Juni 2002 beschloss der Kongress der Vereinigten Staaten von Amerika: Wenn Meucci das Geld gehabt hätte, um das „caveat“ zu bezahlen, hätte Alexander Graham Bell das Patent nicht kaufen dürfen (Beschluss 269). Des Weiteren sollte die Erfindung des Telefons Antonio Meucci zugesprochen werden.
Am 11. Juni 2002 bekam Antonio Meucci doch noch vom Repräsentantenhaus des amerikanischen Kongresses der Vereinigten Staaten das Patent für die Erfindung des Fernsprechapparates zugesprochen. Manzettis Beitrag zur Erfindung des Telefons ist aus heutiger Sicht von unschätzbarem Wert. Zwar war er der Erste, der die menschliche Stimme mittels einer elektrischen Apparatur auf eine Distanz übertragen konnte, da er jedoch nie ein Patent für sein Telefon besaß, gilt er bis heute lediglich als Wegbereiter des Telefons.